# 일본 국립 공문서관

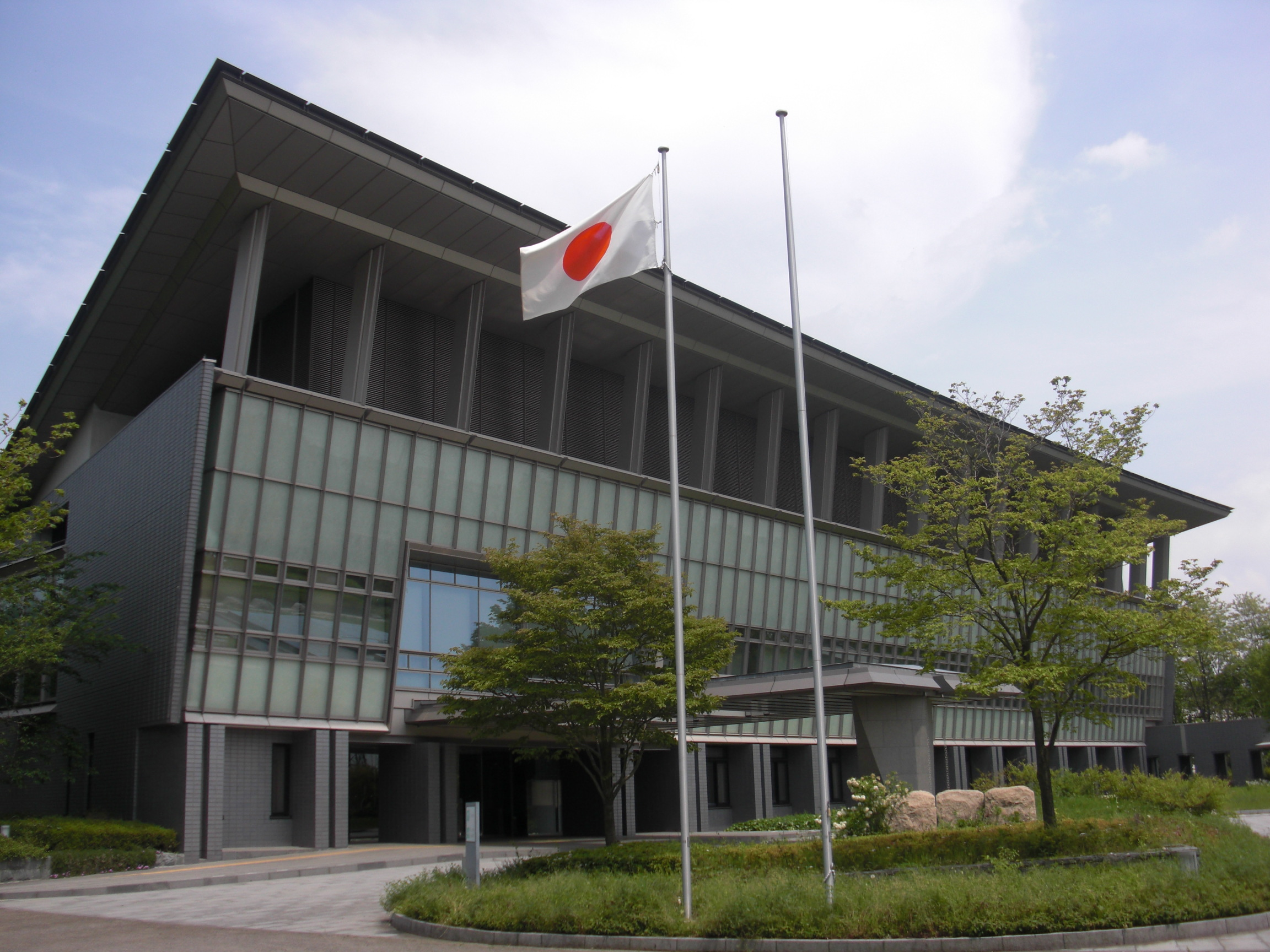

일본의 독립행정법인국립공문서관(일본어: 独立行政法人国立公文書館)은 공문서와 역사 기록물을 보존하고, 이를 일반이 이용할 수 있도록 공개하는 일을 담당하는 기관이다. 1971년, 총리부의 부속 기관으로서 도쿄도 지요다구 기타노마루 공원에 개관했다. 일본 정부의 각 관청으로부터 이관된 공문서를 보관하고 있다. 공식 사이트에 의하면 약 54만 5천권을 소장하고 있다고 한다. 주요 컬렉션에 내각문고(内閣文庫)가 있다. 국립공문서관법에 근거해 2001년에 독립 행정 법인화되었다.

## 공문서의 예
- 일본국 헌법의 원본 (일본 천황이 서명)
- 법률, 법령 등의 원본
- 게이오·메이지 이후, 각 관청에서 작성되어 공문서관에 이관된 공문서
- 에도 성의 모미지야마 문고나 쇼헤이자카 학문소, 태정관 이래 구(舊) 내각문고에 전해진 책 등 귀중한 고서·고문서류

## 같이 보기
- 국립 아카이브 목록
- 국립국회도서관